# Melaleuca torquata
Melaleuca torquata är en myrtenväxtart som beskrevs av Bryan Alwyn Barlow. Melaleuca torquata ingår i släktet Melaleuca och familjen myrtenväxter. Inga underarter finns listade i Catalogue of Life.